# アレクサンドル・アクシニン
アレクサンドル・アクシニン (ロシア語: Александр Тимофеевич Аксинин、1954年11月4日 - 2020年7月28日)は、旧ソビエト連邦レニングラード(現サンクトペテルブルク)出身の陸上競技選手。1980年モスクワオリンピックの金メダリスト。

## 経歴
アクシニンが最初に大きな国際舞台に登場したのは1974年のヨーロッパ選手権であった。この大会の4×100mリレーでは、3位の東ドイツにわずか100分の4届かず4位に終わっている。
アクシニンは、1976年モントリオールオリンピックに出場。100mは準決勝で敗退に終わったが、4×100mリレーは、アクシニンとニコライ・コレスニコフ、ユリス・シロヴス、ワレリー・ボルゾフとともにアメリカと東ドイツに次いで銅メダルを獲得した。1978年のヨーロッパ選手権では200mと4×100mリレーに出場。200mは20.87秒で7位に終わったものの、4×100mリレーではポーランド、東ドイツに次いで銅メダルを獲得。
そして、アメリカがボイコットのため不参加の中で行われた1980年モスクワオリンピックには、100mと4×100mリレーに出場。100mは10.42秒の記録を出したが、3位のブルガリアのペタル・ペトロフに100分の3秒届かず4位に終わる。しかし、ウラジミール・ムラヴィヨフ、ニコライ・シドロフ、アンドレイ・プロコフィエフとともに出場した4×100mリレーでは、2位のポーランド以下を抑え金メダルを獲得した。
アクシニンは1982年のヨーロッパ選手権の4×100mリレーでも優勝を飾っている。

## 自己ベスト
- 100m - 10秒26 (1980年)
- 200m - 20秒80 (1980年)

## 主な実績
| 年   | 大会                     | 場所                         | 種目         | 結果 | 記録    |
| ---- | ------------------------ | ---------------------------- | ------------ | ---- | ------- |
| 1974 | ヨーロッパ陸上選手権     | ローマ(イタリア)             | 4×100mリレー | 4位  | 39.03秒 |
| 1975 | ヨーロッパ室内陸上選手権 | カトヴィツェ(ポーランド)     | 60m          | 2位  | 6.67秒  |
| 1976 | オリンピック             | モントリオール(カナダ)       | 4×100mリレー | 3位  | 38.78秒 |
| 1978 | ヨーロッパ室内陸上選手権 | ミラノ(イタリア)             | 60m          | 3位  | 6.73秒  |
| 1978 | ヨーロッパ陸上選手権     | プラハ(チェコスロバキア)     | 200m         | 7位  | 20.87秒 |
| 1978 | ヨーロッパ陸上選手権     | プラハ(チェコスロバキア)     | 4×100mリレー | 3位  | 38.82秒 |
| 1980 | ヨーロッパ室内陸上選手権 | ジンデルフィンゲン(西ドイツ) | 60m          | 3位  | 6.63秒  |
| 1980 | オリンピック             | モスクワ(ソビエト連邦)       | 100m         | 4位  | 10.42秒 |
| 1980 | オリンピック             | モスクワ(ソビエト連邦)       | 4×100mリレー | 1位  | 38.26秒 |
| 1982 | ヨーロッパ陸上選手権     | アテネ(ギリシャ)             | 4×100mリレー | 1位  | 38.60秒 |